# David Knopfler
David Knopfler (Glasgow, Escòcia, 27 de desembre de 1952) és un guitarrista, pianista, cantant i compositor britànic, membre i cofundador de la banda de rock britànica Dire Straits i germà del guitarrista Mark Knopfler. Després de deixar la banda, es va embarcar en una carrera en solitari com a cantant, comptant en el seu haver amb més de 12 discos en solitari al costat de Harry Bogdanovs, exhibint una disposició en l'estructura musical de les seves composicions un so harmònic amb tocs enginyosos de jazz, plàcides melodies i folk suau.

## Biografia
David Knopfler va créixer a Newcastle (Anglaterra), juntament amb la seva germana Ruth Knopfler i el seu famós germà Mark Knopfler. David Knopfler és el fill més petit de María Luise i Erwin Knopfler, hongarès-jueu que va fugir per l'amenaça dels nazis.
A Newcastle va assistir a la Gosforth Grammar School. David Knopfler va desenvolupar un primerenc interès en la música. A l'edat d'11 anys, tocava diversos instruments. L'òrgan, i en particular la guitarra i el piano, van ser importants en la seva vida. A la dècada dels 60, i ja a l'edat de 14 anys, interpretava les seves pròpies cançons en clubs, i va actuar en centres comunitaris i escoles locals. Després d'assistir a la Politècnica de Bristol es va convertir en treballador social a Londres, on va compartir un apartament amb John Illsley, que després esdevindria el baixista co-fundador de Dire Straits amb els germans Knopfler i on David Knopfler hi va passar els tres primers anys. Després de sortir de la banda, es va embarcar en una carrera en solitari com a cantant i va treballar fent música per a cinema.
David Knopfler també ha publicat un llibre de poesia. El contacte amb el seu germà s'ha limitat a esdeveniments privats, des de la ruptura en 1980. David es va casar amb l'escriptora Anna Perera al març de 1984. Tenen un fill, nascut a l'agost de 1985. Anna i David es van divorciar en 2010. Actualment té una relació amb la professora d'art Leslie Stroz.

## Altres activitats
Durant la dècada de 1990, David Knopfler sumà a les seves activitats musicals el desenvolupament professional de pàgines web. En va crear per a diverses empreses i institucions, i s'ocupa de manera intensiva a les tècniques de disseny de pàgines web. També ha estès la seva gamma de serveis a les àrees del comerç electrònic, la publicació digital, la programació en HTML i la consultoria en Internet.
Paral·lelament a les seves activitats musicals, Knopfler al llarg dels anys ha participat activament en la participació cívica en particular a la comprensió humana i la conservació del medi. Entre altres coses, ha mostrat suport actiu a organitzacions com Amnistia Internacional i Greenpeace, i ocupa un lloc destacat con a conferenciant en aquests temes.
També ha actuat en gales benèfiques com en 2004 per a la gala de José Carreras o Rock for Àsia. A la tardor de 2006 va aparèixer en l'escenari fent un duet amb Karine Polwart al Shakespeare's Globe de Londres en suport de Reprieve.org

## Discografia

### Amb Dire Straits
| Any  | Àlbum                                           | Informació addicional   |
| ---- | ----------------------------------------------- | ----------------------- |
| 1978 | Dire Straits                                    | Guitarra rítmica        |
| 1979 | Communiqué                                      | Guitarra rítmica i cors |
| 1980 | Making Movies                                   | No acreditat            |
| 1988 | Money for Nothing                               | Recopilatori            |
| 1995 | Live at the BBC                                 | Directe                 |
| 1998 | Sultans of Swing: The Very Best of Dire Straits | Recopilatori            |

### En solitari
| Any  | Àlbum                                 |
| ---- | ------------------------------------- |
| 1983 | Release                               |
| 1985 | Behind The Lines                      |
| 1986 | Cut The Wire                          |
| 1988 | Lips Against the Steel                |
| 1991 | Lifelines                             |
| 1993 | The Giver                             |
| 1994 | Small Mercies                         |
| 2001 | Wishbones                             |
| 2004 | Ship of Dreams                        |
| 2006 | Songs for the Siren                   |
| 2011 | Acoustic (amb Harry Bogdanovs)        |
| 2013 | Made in Germany (amb Harry Bogdanovs) |
| 2015 | Grace                                 |
| 2019 | Heartlands                            |
| 2020 | Last Train Leaving                    |
| 2021 | Shooting for the Moon                 |
| 2022 | Skating on the Lake                   |
| 2024 | Crow Gifts                            |

### Recopilatoris
| Any  | Àlbum                     |
| ---- | ------------------------- |
| 2008 | The Compilation           |
| 2009 | The Anthology 1983 - 2009 |
| 2016 | Anthology Vol. 2 & 3      |
| 2021 | Anthology Vol. 4          |

## DVD

### Amb Dire Straits
- Dire Straits - Sultans of Swing - Live in Germany (gravat el 1979; publicat el 2008)

### En solitari
- Rock For Asia - Das Charity Konzert (2005)

### Pel·lícules
- Treffer (producció alemanya; 1984)
- Shergar (producció de la BBC; 1984)
- Tatort (producció alemanya; 1985)
- Jakob hinter der blauen Tür (producció alemanya; 1986)
- Laser Mission (producció França-Alemanya-Estats Units; Missió Làser; 1989)